# Christina Klein (esportista)
Christina Klein (Alemanya, 28 d'abril de 1975) és una portera d'hoquei sobre patins alemanya.
Debutà el 1991 amb el VFL Hüls de la Lliga alemanya, aconseguí un títol de Lliga alemanya (1997). Procedent del ACD Gulpilhares de la Lliga portuguesa, amb el qual guanyà una Supercopa (2006), la temporada 2006-07 fitxà pel Hostelcur Gijón Hockey Club, amb el qual guanyà quatre Copes d'Europa (2007, 2009, 2010, 2012), una OK Lliga femenina (2008-09) i dues Copes de la Reina (2012, 2013). Després de vuit temporades, jugà al Club Hoquei Patí Bigues i Riells. Internacional amb la selecció alemanya d'hoquei sobre patins, guanyà dos Campionats d'Europa (2003 i 2007) i dues medalles de bronze al Campionat del Món (1998 i 2017).

## Palmarès
Clubs
- 4 Lligues europees d'hoquei sobre patins femenina: 2007, 2009, 2010, 2012
- 1 Lliga espanyola d'hoquei sobre patins femenina: 2008-09
- 2 Copes espanyoles d'hoquei sobre patins femenina: 2012, 2013

Selecció alemanya
- 2 medalles de bronze al Campionat del Món d'hoquei patins femení: 1998, 2017
- 2 medalles d'or al Campionat d'Europa d'hoquei patins femení: 2003 i 2007
- 3 medalles de bronze al Campionat d'Europa d'hoquei patins femení: 1999, 2009, 2011